# Dewizka

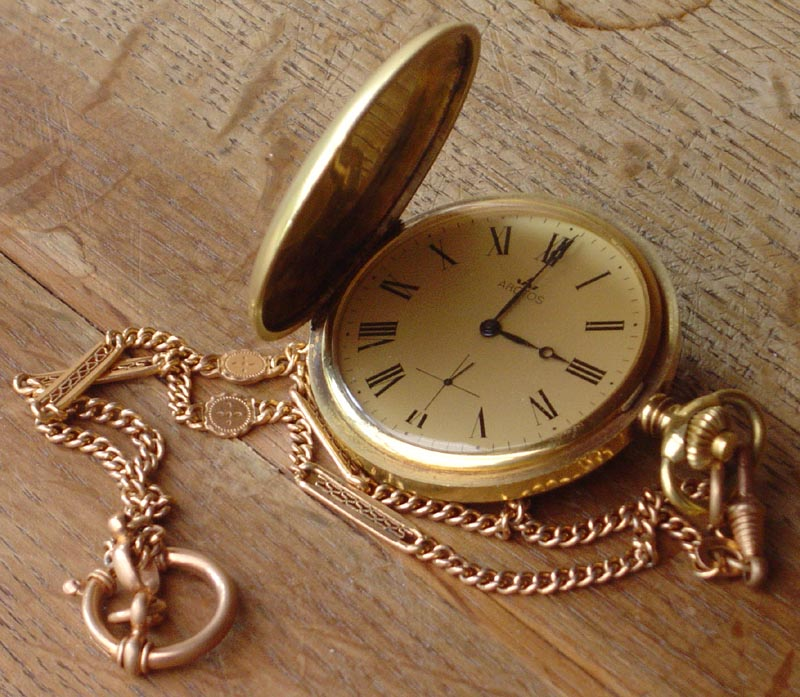
Zegarek kieszonkowy z dewizką

Dewizka – złoty lub srebrny łańcuszek do zegarka noszony obecnie tylko do żakietu.
Pierwotnie dewizką nazywano pieczęć z herbem rodowym. Nazwa pochodzi od dewizy – hasła na tarczy herbowej. Dewizki powszechnie używane były w XVIII wieku, zwłaszcza za panowania Augusta III. W Szkatule Królewskiej księżnej Izabeli Czartoryskiej przechowywana była złota dewizka Stanisława Augusta Poniatowskiego na jedwabnej taśmie (obecnie przedmiot uchodzi za zaginiony). Oprócz pieczątki do łańcuszka czy taśmy przyczepiano również breloczki i kluczyki.
Od XIX wieku dewizka zaczęła oznaczać łańcuszek, a jedynym elementem do niego doczepianym był zegarek kieszonkowy. Nosili je ludzie majętni, przedstawiciele wolnych zawodów, kupcy, przedsiębiorcy. Mniej zamożni nosili często sam łańcuszek z tombaku jako ozdobę kamizelki. Jeśli mężczyzna nie zakładał kamizelki, przypinał dewizkę specjalnym guzikiem do butonierki, a zegarek wkładał do kieszeni marynarki. Innym rozwiązaniem były dewizki w komplecie z klamrą paska; zegarek noszony był wtedy w kieszeni spodni.
Pojawienie się i rozpowszechnienie zegarków na rękę spowodowało zanik zwyczaju noszenia zegarków kieszonkowych z dewizką.